# Arne Månsson
Arne Månsson (ur. 11 listopada 1925  – zm. 2003) – szwedzki piłkarz występujący podczas kariery obrońcy. Brązowy medalista MŚ 1950.

## Kariera klubowa
Arne Månsson piłkarską karierę rozpoczął w Malmö FF w 1944. Z Malmö FF pięciokrotnie zdobył mistrzostwo Szwecji w 1944, 1949, 1950, 1951 i 1953 oraz Puchar Szwecji w 1946, 1947, 1949, 1951 i 1953. W latach 1955–1956 był zawodnikiem Trelleborgs FF.

## Kariera reprezentacyjna
W reprezentacji Szwecji Månsson zadebiutował 2 października 1949 w wygranym 8-1 spotkaniu Pucharu Nordyckiego z Finlandią. Rok później był w kadrze na mistrzostwa świata. Drugi i ostatni raz w reprezentacji wystąpił 24 września 1950 w wygranym 1-0 spotkaniu Pucharu Nordyckiego z Finlandią.